# Marín (Spagna)
Marín è un comune spagnolo di 26 103 abitanti situato nella comunità autonoma della Galizia.

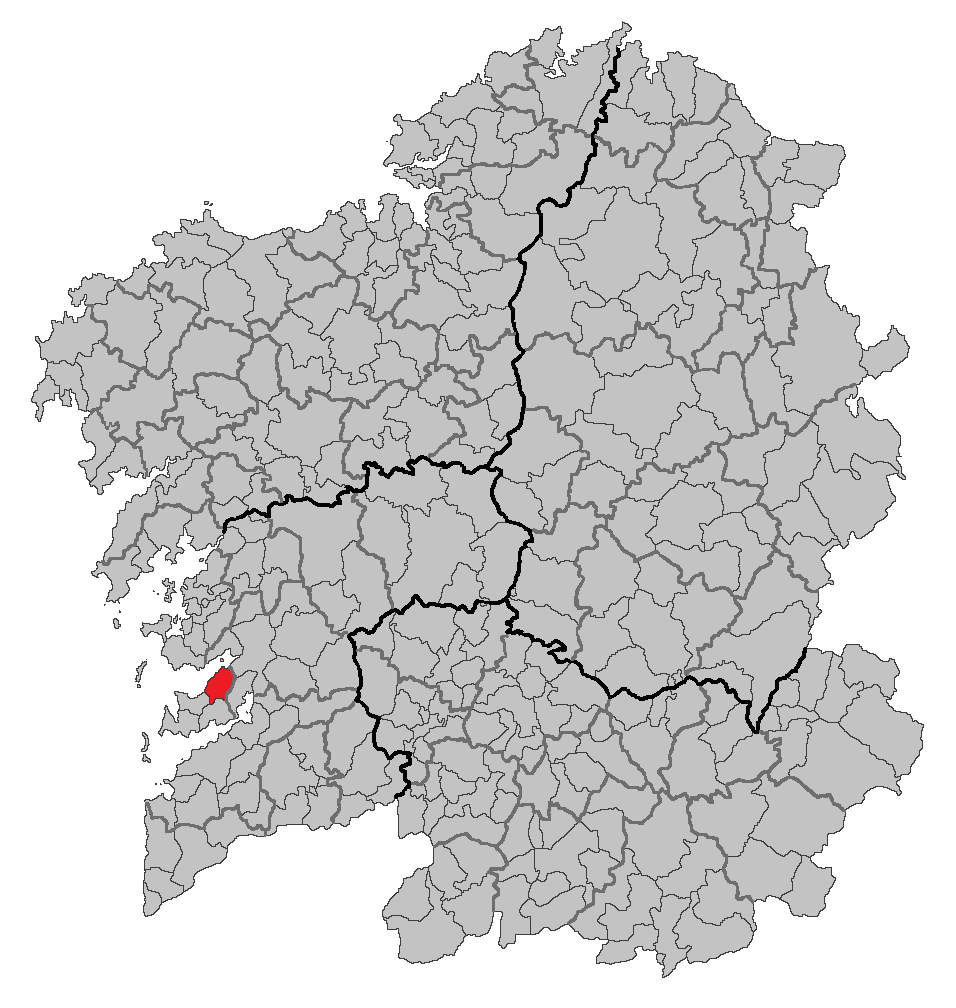
Marín, Pontevedra, Galizia